# میرزا حسن آصف‌خان
میرزا ابوالحسن آصف‌خان فرزند میرزا غیاث بیگ است، که پدر او از سرزمین های که امروز به نام افغانستان مسمی است، (که در آن زمان جز قلمرو حکومت گورگانی بود) به هند مهاجرت کرد، و آصف خان در هندوستان به مقام وزارت و نایبی رسید وی پدر بانو بیگم مشهور به ممتاز محل (برترین در منطقه) یا تاجِ محل بود ارجمند بانو همسر شاه جهان بود که در ارج گذاری به مقام او شاه جهان تاج محل را بنا کرد. میرزا حسن برادر بزرگ نورجهان بود. نور جهان هنگامی که دختر شیر خواره‌ای بود پدرش میر غیاث بیگ به همراه همسر و پسرش میرزاحسن خان از غزنی  به هند مهاجرت کرد. این خانواده بعدها در هند مناصب بسیار مهمی بدست آوردند. نورجهان در مسیر مهاجرت به هند از کاروان پدر به جا ماند، اما کاروانی از قندهار او را پیدا کرد؛ و به پدرش رساند، بعدها همسر اصلی جهانگیر شاه و زن قدرتمند و پرنفوذ دربار هند شد که به تدریج زمام همه امور را عهده دار شد و قدرت واقعی و موثر پشت تاج و تخت سلطنت شاهی شد. دختر دیگر اصف خان پروار خانم با محتشم خان پسر برادر جهانگیر قطب الدین کوکا پیوند زناشویی بست آرامگاهش اکنون در شیخ پور در بدوان است.

## فرماندار لاهور

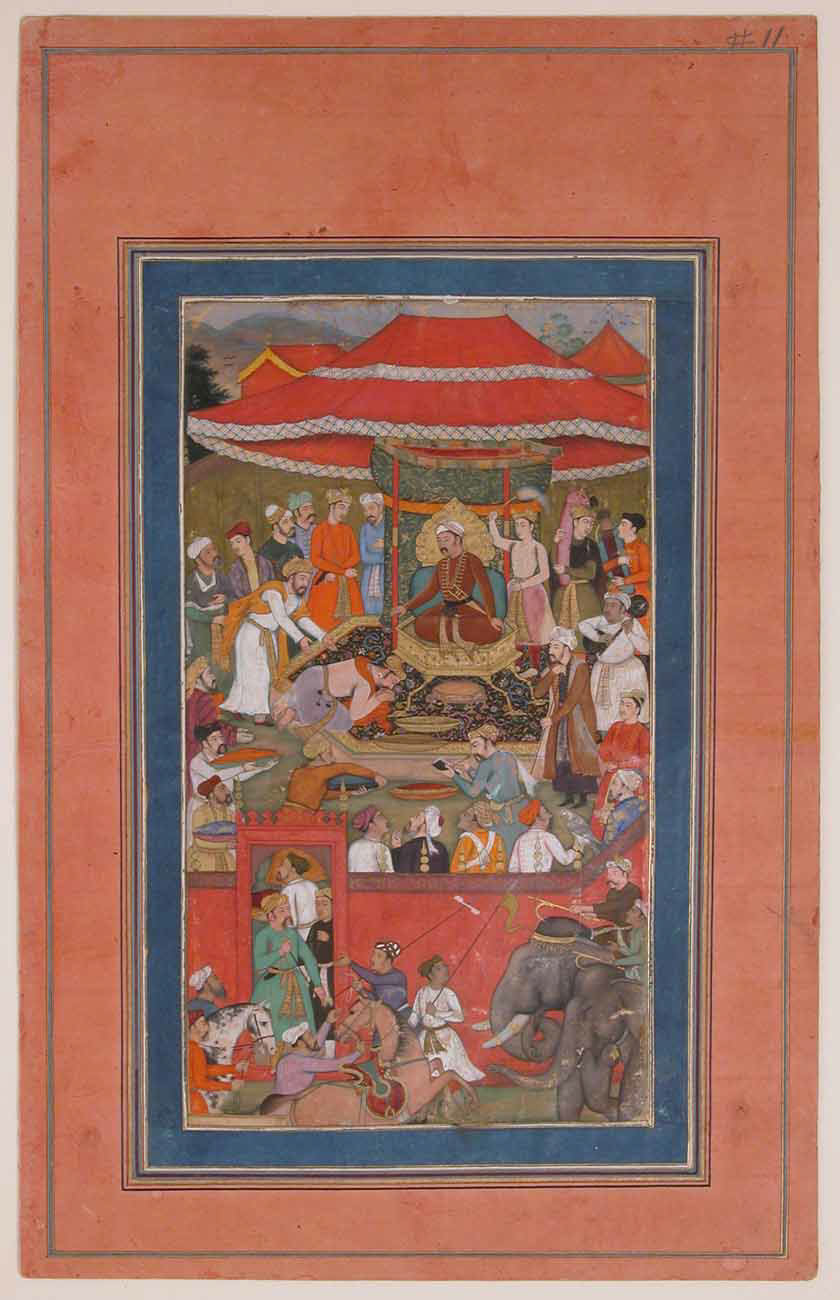
مینیاتوری که آصف خان در آن دیده می‌شود.

در سال ۱۶۲۵ جهانگیر او را به فرمانداری کل لاهور منصوب نمود. جهانگیر در سال ۱۶۲۷ درگذشت. تلاشهای او بود که توانست قدرت را به دامادش شاه جهان بدهد و فرزند دیگر جهانگیر به نام شاهزاده شهریار که داماد نور جهان بود ،کنار زده شد.

## آرامگاه میرزا

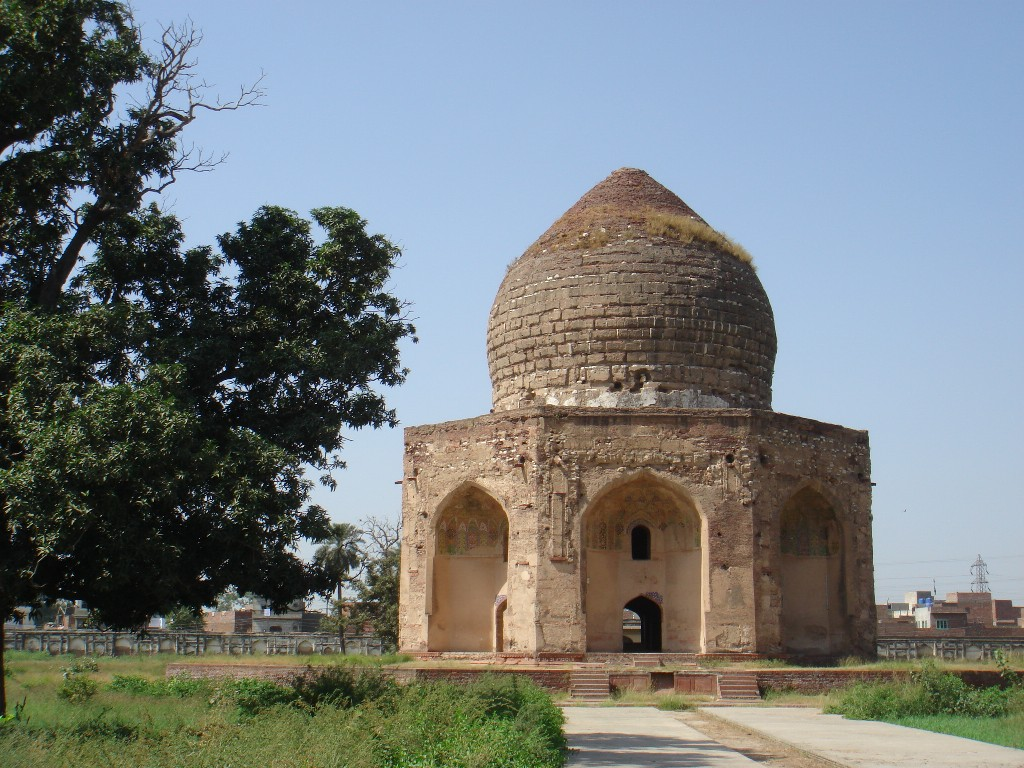
آرامگاه آصف‌خان در لاهور

او در سال ۱۶۴۱–۱۲ جون هنگام نبرد با شورشیان راجا جاگات کشته شد و آرامگاهش در شاه دره باغ لاهور است.